# 岩田重則
岩田 重則（いわた しげのり、1961年1月 - ）は、日本の民俗学者、中央大学教授。

## 経歴
静岡県に生まれる。静岡県立静岡高等学校を経て、1984年に早稲田大学教育学部社会科地理歴史専修を卒業し、引き続き同大学院文学研究科に進む。1994年に日本史専攻博士課程を満期退学した。
1995年東京学芸大学講師となり、以後助教授（1997年）、准教授（2007年）を経て、2008年に教授に就任した。2013年に中央大学総合政策学部教授に移る。この間、2006年に慶應義塾大学より博士（社会学）の学位を取得した。
『赤松啓介民俗学選集』（明石書店）の編纂を行ったが、赤松は夜這いを理想化しすぎているとして修正を加え（『ムラの若者・くにの若者』）、性の解放を理想化する森栗茂一から激しい批判を浴びたが（『性と子育ての民俗学』）、小谷野敦が森栗に反論を加えた（『恋愛の超克』）。岩田は森栗を相手にせず、戦死、墓などについて地道な研究を行っている。

## 著書

### 単著
- 『ムラの若者・くにの若者 民俗と国民統合』未來社 1996
- 『戦死者霊魂のゆくえ 戦争と民俗』吉川弘文館 2003 ISBN 9784642079174
- 『墓の民俗学』吉川弘文館 2003 ISBN　9784642081863、オンデマンド版 2013 ISBN　9784642042703
- 『「お墓」の誕生 死者祭祀の民俗誌』岩波新書 2006
- 『＜いのち＞をめぐる近代史 堕胎から人工妊娠中絶へ』吉川弘文館〈歴史文化ライブラリー〉 2009 ISBN　9784642056717、オンデマンド版 ISBN　9784642756716
- 『宮本常一　逸脱の民俗学者』河出書房新社 2013、新版2024
- 『日本人のわすれもの　宮本常一『忘れられた日本人』を読み直す』「いま読む！名著」現代書館 2014
- 『天皇墓の政治民俗史』有志舎 2017 ISBN 9784908672125
- 『日本鎮魂考：歴史と民俗の現場から』青土社 2018
- 『火葬と両墓制の仏教民俗学：サンマイのフィールドから』勉誠出版 2018
- 『靖国神社論』青土社 2020
- 『赤松啓介　民俗学とマルクス主義と』有志舎 2021
- 『「玉音」放送の歴史学：八月一五日をめぐる権威と権力』青土社 2023

### 編纂
- 『赤松啓介民俗学選集 別巻』明石書店  2004年